# Turnix ocellatus
O toirão-ocelado (Turnix ocellatus) é uma espécie de ave da família Turnicidae.
É endémica das Filipinas.